# Love Is Ecstasy
Singles de Mika Nakashima
Dear
(2011) Ashita Sekai ga Owaru Nara
(2012)
Love Is Ecstasy est le 34e single de Mika Nakashima sorti sous le label Sony Music Associated Records le 14 septembre 2011 au Japon. Il arrive 9e à l'Oricon. Il se vend à 10 399 exemplaires la première semaine et reste classé deux semaines pour un total de 15 029 exemplaires vendus. Il sort en format CD et CD+DVD.
Love Is Ecstasy a été utilisé comme thème musical pour le film Unfair the answer dans lequel joue la célèbre actrice Ryōko Shinohara. Love Is Ecstasy se trouve sur l'album Real.

## Liste des titres
| 1. | Love Is Ecstasy (LOVE IS ECSTASY) | 3:45 |
| 2. | Knock Me Out (KNOCK ME OUT)       | 3:17 |
| 3. | Love Is Ecstasy (Instrumental)    | 3:45 |
| 4. | Knock Me Out (Instrumental)       | 3:15 |

| 1. | Love Is Ecstasy (LOVE IS ECSTASY) |  |